# Churamiti maridadi
Churamiti maridadi es una especie de anfibio anuro de la familia Bufonidae. Es endémica de las montañas Ukaguru en Tanzania. Es la única especie del género Churamiti. Se desconoce la mayor parte de su ecología.
Se encuentra en peligro de extinción crítico debido a su limitada distribución y a que su hábitat se está perdiendo por la transformación en tierras de cultivo y la colonización humana.